# سیمز ۲: سفر تفریحی
سیمز ۲: سفر تفریحی (به انگلیسی: The Sims 2: Bon Voyage) عنوان ششمین بسته الحاقی برای بازی ویدئویی شبیه‌سازی زندگی سیمز ۲، و پس از سیمز ۲: فصل‌ها است. این بازی در تاریخ ۴ سپتامبر ۲۰۰۷ عرضه شده و سازنده آن ماکسیس است.